# Riccardo Monguzzi
Riccardo Monguzzi (Monza, 18 settembre 1965) è un allenatore di calcio ed ex calciatore italiano, di ruolo centrocampista, attuale allenatore dell'Under 17 del Monza.

## Carriera

### Giocatore
Cresciuto nel Monza, con i brianzoli ha giocato in serie B per due stagioni, nel 1985-1986 e nel 1989-1990.

### Allenatore
Ha iniziato la carriera da allenatore nelle giovanili del Monza, dove ha allenato tutte le categorie agonistiche, fino alla prima squadra, nella stagione 2011/2012, subentrando a Gianfranco Motta nel maggio 2012.
Successivamente ha allenato nel settore giovanile del Milan, fino alla stagione 2017/2018.
Il 28 Settembre 2018 è diventato il nuovo allenatore della formazione Under 16 del Parma.
Il 20 Luglio 2019 ritorna al Monza, per guidare la Berretti biancorossa.

## Palmarès

### Giocatore

#### Competizioni nazionali
- Coppa Italia Serie C: 1

Monza: 1987-1988